# Williams FW23
O FW23 foi o modelo da Williams da temporada de 2001 da Fórmula 1. Condutores: Ralf Schumacher e Juan Pablo Montoya. 

## Resultados[1]
(legenda) (em negrito indica pole position e itálico volta mais rápida)
| Ano  | Chassis | Motor       | Pneus | N° | Pilotos            | 1   | 2   | 3   | 4   | 5   | 6   | 7   | 8   | 9   | 10  | 11  | 12  | 13  | 14  | 15  | 16  | 17  | Pontos | Posição |  |
| ---- | ------- | ----------- | ----- | -- | ------------------ | --- | --- | --- | --- | --- | --- | --- | --- | --- | --- | --- | --- | --- | --- | --- | --- | --- | ------ | ------- |  |
|      |         |             |       |    |                    |     |     |     |     |     |     |     |     |     |     |     |     |     |     |     |     |     |        |         |  |
|      |         |             |       |    |                    | AUS | MAL | BRA | SMR | ESP | AUT | MON | CAN | EUR | FRA | GBR | GER | HUN | BEL | ITA | USA | JAP |        |         |  |
| 2001 | FW23    | BMW P80 V10 | M     | 5  | Ralf Schumacher    | Ret | 5   | Ret | 1   | Ret | Ret | Ret | 1   | 4   | 2   | Ret | 1   | 4   | 7   | 3   | Ret | 6   | 80     | 3°      |  |
| 2001 | FW23    | BMW P80 V10 | M     | 6  | Juan Pablo Montoya | Ret | Ret | Ret | Ret | 2   | Ret | Ret | Ret | 2   | Ret | 4   | Ret | 8   | Ret | 1   | Ret | 2   | 80     | 3°      |  |